# Signabøur
Signabøur es una localidad feroesa perteneciente al municipio de Tórshavn. En 2012 cuenta con 142 habitantes. 
Signabøur se encuentra en la costa oriental de Streymoy, en el interior de la bahía conocida como Kollafjørður, enfrente del pueblo del mismo nombre. Entre 1903 y 1920 hubo una estación ballenera en Signabøur. Formó parte del municipio de Kollafjørður entre 1913 y 2001, junto con el vecino pueblo de Oyrareingir.